# メフメト2世
メフメト2世（トルコ語: II. Mehmet、1432年3月30日 - 1481年5月3日）は、オスマン帝国の第7代スルタン（皇帝、在位: 1444年 - 1446年、1451年2月3日 - 1481年5月3日）。
コンスタンティノープル（イスタンブール）を攻略して東ローマ帝国を滅ぼし、オスマン帝国の版図を大幅に広げる。30年以上に渡る征服事業から、「征服者（ファーティフ Fatih）」と呼ばれた。

## 概要
メフメトは30年にわたる2度目の治世において、コンスタンティノープルやバルカン半島の諸国、アナトリア半島のトルコ人の諸勢力を征服し、オスマン朝の勢力を急速に拡大させた。これによりオスマン朝は帝国と呼び得る内実を獲得することになる。
コンスタンティノープル征服後、メフメトは「征服の父」「2つの海と2つの大陸の支配者」という称号を用いた。オスマンの勢力拡大はヨーロッパ諸国にとっての脅威であり、メフメトは「破壊者」「キリスト教最大の敵」「血にまみれた君主」と恐れられた。その征服活動よりしばしばアレクサンドロス大王と比較され、彼自身もアレクサンドロスの伝記を好んで読んでいた。
メフメトはイスラーム以外にヨーロッパの文化にも理解を示し、宮廷には国際的な空気が流れていた。そのため、ルネサンス君主の1人に数えられることもある。
メフメトの後に即位したオスマン帝国の皇帝はもっぱらイスラームの文化に関心を持ち、宮廷から多文化が共存する空気は失われた。

## 生涯

### 幼少期

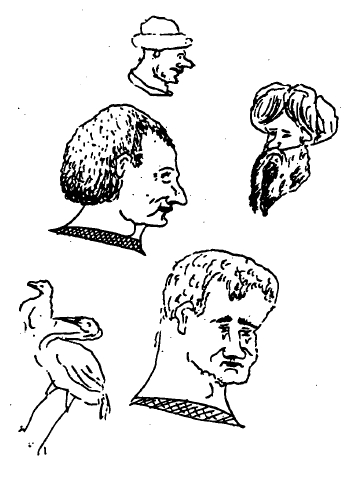
少年時代のメフメト2世の落書き。ビザンツの彫像あるいはイタリアの絵画に対する関心を表していると言われる。

オスマン皇帝ムラト2世とヨーロッパ出身の奴隷ヒュマ・ハトゥンの子として、首都エディルネの宮殿で生まれる。幼少期は家庭教師のダイイ・ハトゥンに養育され、エディルネで過ごした。継母であるセルビア公ジュラジ・ブランコヴィチの娘マラから東ローマ帝国の首都コンスタンティノープルを描いた絵を見せられ、町に強い興味を抱くようになる。
1443年、オスマン帝国の慣習に従ってメフメトはマニサに知事として赴任し、神学者グラニの元で勉学に励む。

### 最初の即位
オスマン帝国がハンガリー王国、カラマン侯国と和約を結んだ後、1444年にメフメトは父から譲位されてスルタン位に就く。ムラトは大宰相のチャンダルル・ハリル・パシャにメフメトの補佐を任せ、マニサで隠遁生活を送った。メフメトは補佐役のハリル・パシャをララ（じい）と呼んだが、打ち解けることはできなかった。
1444年9月、ハンガリーのフニャディ・ヤーノシュとポーランド王ヴワディスワフ3世が率いるヨーロッパ連合軍がトランシルヴァニア、ブルガリアに侵入したとき、ハリル・パシャはメフメトには対処が困難だと考え、ムラトに復位を求めた。ムラトはヴァルナの戦いでヨーロッパ連合軍に勝利した後に退位するが、1445年にエディルネでイェニチェリの反乱が起きた時、ムラトは再び復位を要請される。1446年にメフメトは帝位を返上し、領地のマニサに戻った。メフメトは自身を軽んじたハリル・パシャに敵愾心を抱き、ザガノス・パシャらメフメトの側近たちは敵意を煽った。
領地に帰還したメフメトはヴェネツィア共和国の船舶を襲撃し、ネグロポンテなどのヴェネツィアの支配下にあるエーゲ海の都市や島を襲撃した。一方でイスラーム世界や西欧の知識人をマニサに呼び寄せ、過去の歴史家や哲学者についての教えを受けていた。時にはムラトの軍事行動に従軍し、1448年のコソヴォの戦いや1450年のアルバニア遠征に従軍した。
アルバニア遠征から帰国後、ムラトはメフメトとアナトリアのドゥルカディル侯国の王女シット・ハトゥンの婚姻を成立させる。1450年から1451年にかけての冬、エディルネで3か月にわたる結婚式が開かれた。

### 2度目の即位

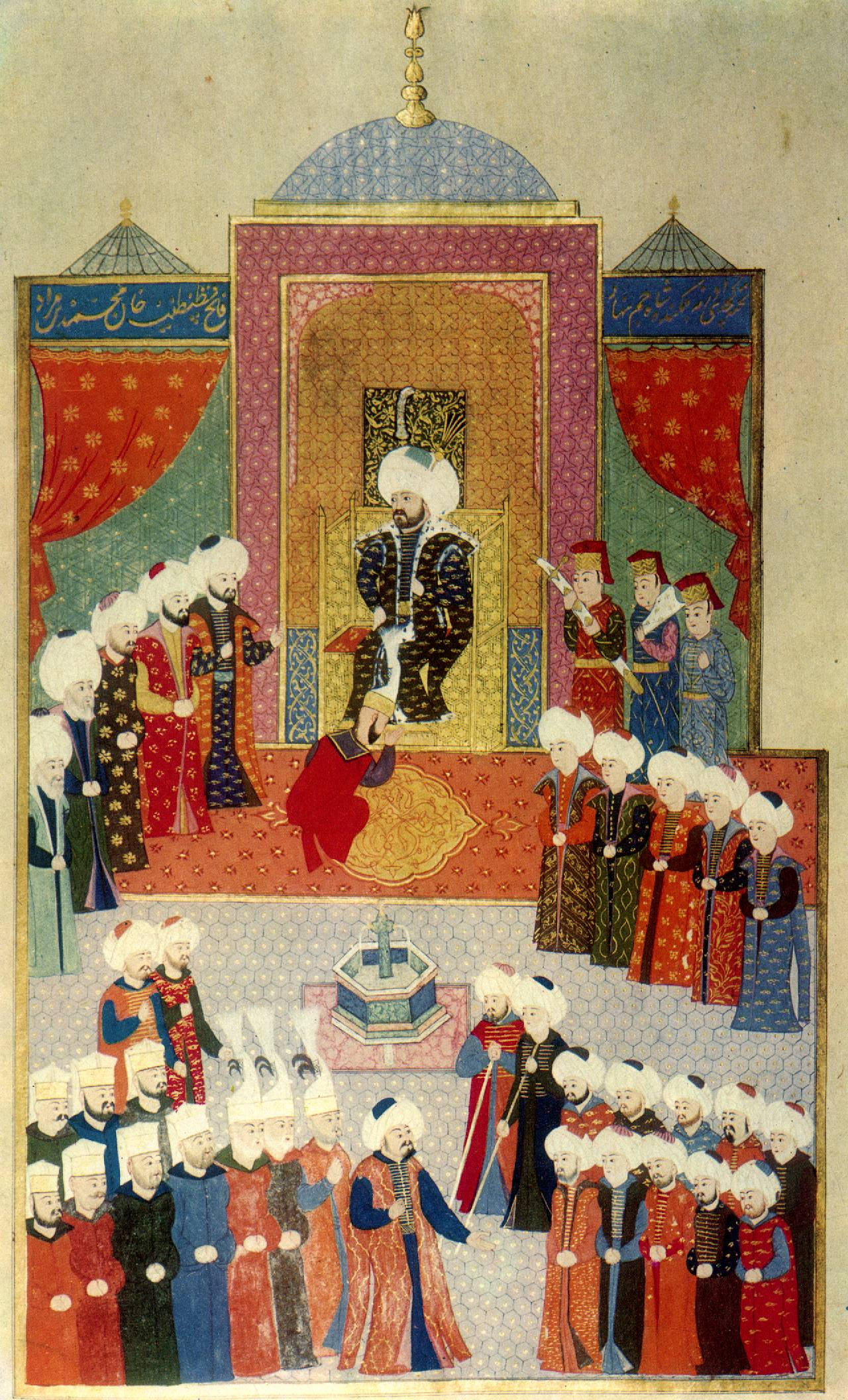
1451年のメフメト2世の即位

1451年2月3日にムラトが崩御し、メフメトは父帝の崩御を知らせる使節が現れた時、彼らを喜んで迎えたという。この時、報告を聞いたメフメトは「我を愛する者は後に続け」と叫んで馬にまたがり、エディルネに直行したと伝えられている。同日、エディルネに到着したメフメトは2度目の即位を経験する。
即位に際して幼少の弟アフメトを風呂場で絞殺させ、イェニチェリの忠誠を確保するために賞与を支払った。後継者候補を殺害して内紛を事前に阻止する「兄弟殺し」の慣習は、メフメトの治世から慣例化されたと考えられており、ウラマー（イスラームの法学者）の賛同によって兄弟・甥殺しの法的効力が追認された。
即位の際にハリル・パシャと宰相のイスハク・パシャはオスマンの慣例に反してメフメトの反対の位置に立ったと言われ、メフメトの即位後にイスハク・パシャは地方に左遷される。しかし、帝国の支配者層から支持を受け、強固な地盤を持つハリル・パシャはなおも中央に留まった。
メフメトはハンガリーと3年の休戦協定を結び、東ローマにも友好的な態度を示した。ヨーロッパの国々は停戦を求めるメフメトの消極的な態度を見て安心し、いずれオスマンは内訌で衰退すると考えた。さらにアナトリア半島のカラマン侯国はムラトの死に乗じて和約を破棄し、オスマン領に侵入した。東ローマはコンスタンティノープルに亡命していたオスマン帝国の皇族オルハンの解放を示唆し、帝国がオルハンの監視と引き換えに支払っていた身代金の増額を要求した。メフメトは東ローマの要求を忌々しく思ったが、カラマンの攻撃に対処するために怒りを抑えて東ローマの使者を帰し、アナトリアに渡ってカラマン軍を打ち破った。
そして、第一の目標であるコンスタンティノープルの攻略に着手した。

### コンスタンティノープル攻略

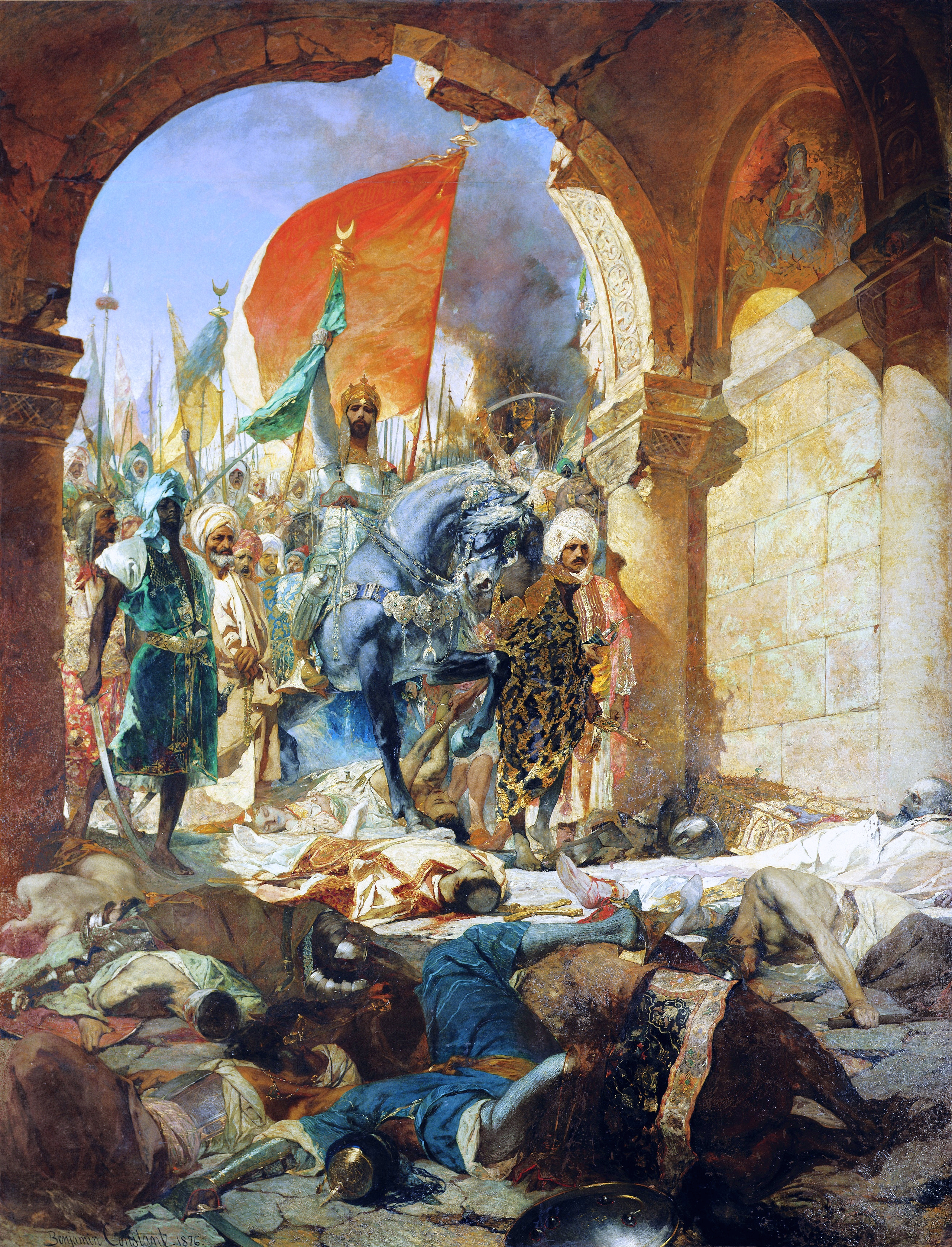
コンスタンティノープルに入城するメフメト2世 (ジャン＝ジョゼフ＝バンジャマン・コンスタン,1876)

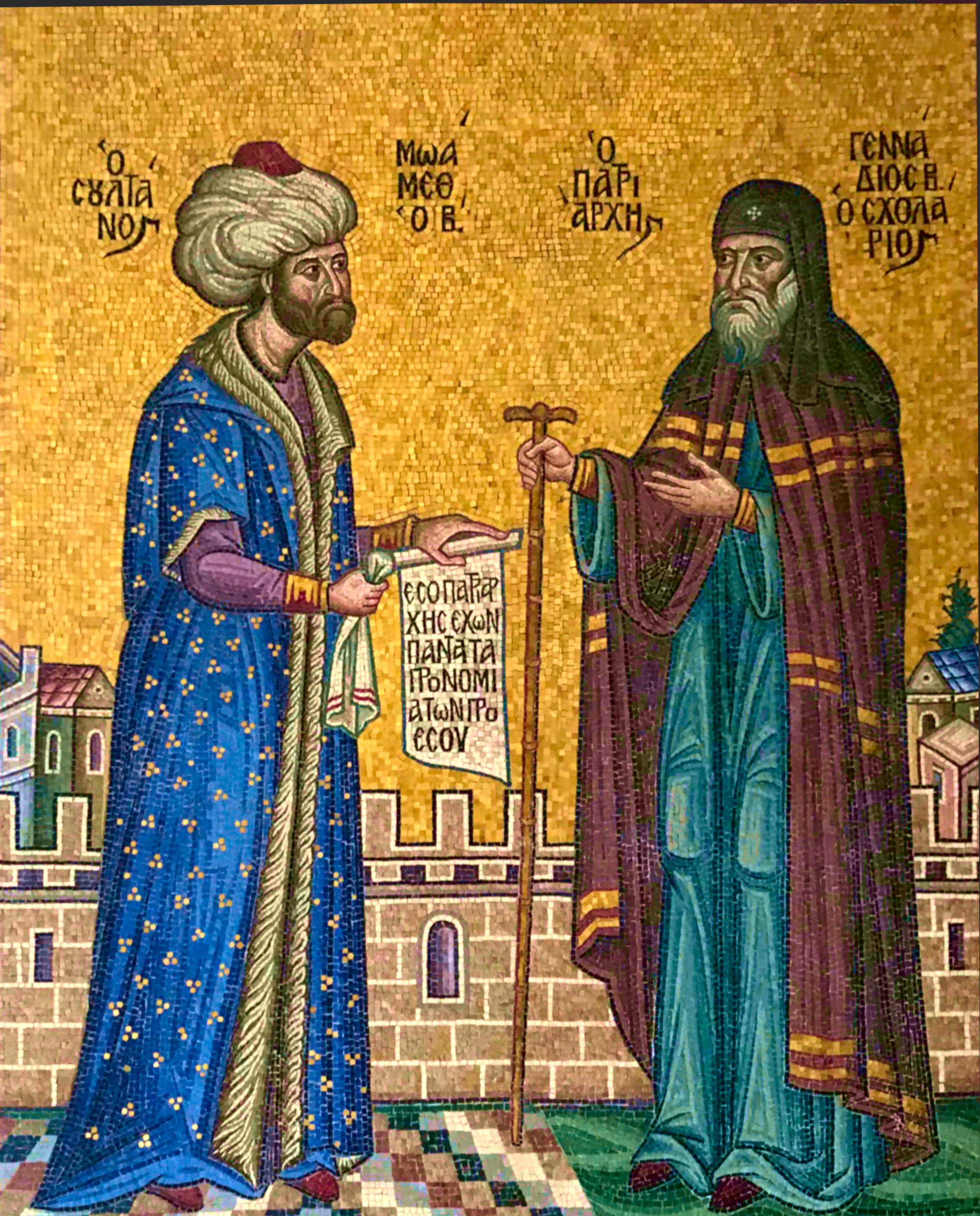
メフメト2世とゲンナディオス2世

カラマン討伐の帰路で、メフメトはボスポラス海峡のヨーロッパ岸にルメリ・ヒサルを建設することを命令した。東ローマの使者はルメリ・ヒサルの建設に抗議したが、メフメトは砦の建設は協定に違反するものではないと返答し、使者を追い返した。ルメリ・ヒサルはかつて曾祖父のバヤズィト1世がアナトリア岸に建設したアナドル・ヒサルと共に海峡を監視し、ボスポラス海峡を通過する船舶を捕捉する態勢を整える。ボスポラス海峡を通過する船舶は通行税を徴収され、イタリア半島のジェノヴァやヴェネツィアが行っていた東方交易に痛手を与えた。
オスマン帝国によるコンスタンティノープルの包囲はバヤズィト1世（1390年 - 1402年）、ムラト2世（1422年）に続く3度目であったが、メフメトは過去の包囲の教訓を生かし、長期の包囲戦を避けて短期決戦を選んだ。ハリル・パシャらはヨーロッパのキリスト教徒の攻撃を招くと包囲に反対したが、ザガノス・パシャらメフメトの側近は包囲を支持する。1453年4月6日、メフメトは反対を押し切ってコンスタンティノープルの包囲を開始した。
包囲中、主戦派と反戦派の間にたびたび衝突が起きたが、ハンガリーの技師ウルバン (Orban) が改良した大砲は、コンスタンティノープルの城壁に大きな損害を与えた。同年5月29日にオスマン軍はコンスタンティノープルを攻略、東ローマ帝国を滅ぼした。コンスタンティノープルに亡命していたオスマン帝国の皇族オルハンは逃亡を図ったが、失敗し死亡した。
コンスタンティノープルの陥落はヨーロッパに強い衝撃を与え、オスマン帝国にとっての歴史的な転換点ともなった。
コンスタンティノープル征服後、極力町の被害を抑えたいと考えていたメフメトは市内で行われている略奪を取り締まり、治安を取り戻そうと試みた。城内のキリスト教徒に自由を保障し、ガラタ地区に住むジェノヴァ人が東ローマ時代に認められていた特権を再確認した。。6月1日、ゲオルギオス・スホラリオス（ゲンナディオス2世）をコンスタンティノープル総主教に叙任する。
また、コンスタンティノープル征服の直後に利敵行為を働いた罪で、ハリル・パシャとその一族、従者を投獄した。同年8月にメフメトはハリル・パシャを処刑し、多額の財産を没収する。代わりにバルカン出身のザガノス・パシャを新たな大宰相に起用し、中央集権化の第一歩を踏み出した。

### ベオグラード包囲の失敗

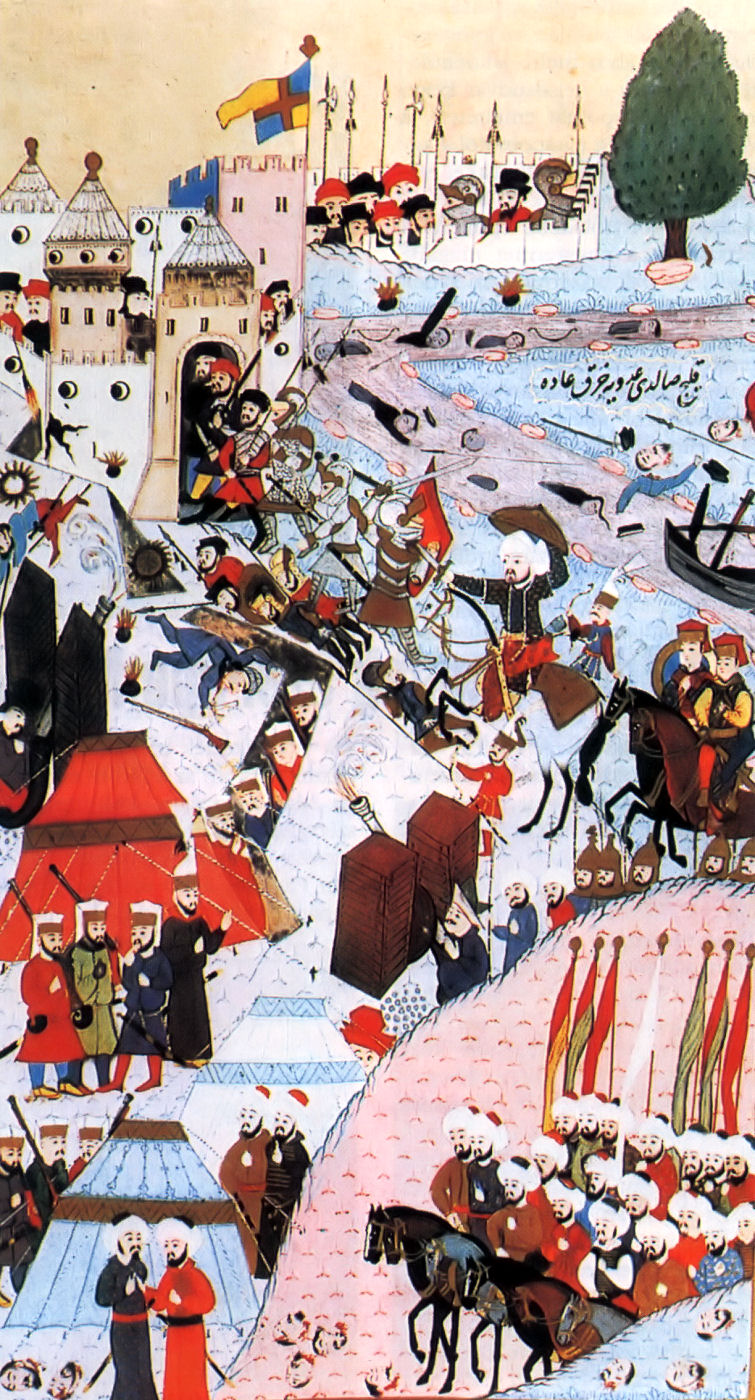
1456年のベオグラードの攻防

コンスタンティノープル征服後も、メフメトは征服事業を継続する。
1454年、セルビア公ジュラジ・ブランコヴィチに割譲した領土の返還を求めるが、ジュラジは返還を拒否する。メフメトはセルビアに遠征してジュラジに改めて臣従を誓わせ、1455年の冬からベオグラード遠征の準備を始める。
1456年7月にメフメトが率いるオスマン軍はベオグラードの包囲を開始、メフメトとオスマン軍の指揮官の多くは容易にベオグラードを攻略できると楽観視していた。しかし、ドナウ川に浮かぶオスマン軍の艦船はドミニコ会修道士カピストラヌスが率いる民衆の攻撃を受けて壊滅し、ベオグラード市内に突入したオスマン軍はフニャディ・ヤーノシュの反撃を受けて惨敗した。従軍していたイェニチェリの多くが戦死し、メフメト自身も額に傷を負った。
帰国後すぐ、メフメトはベオグラードでの敗戦を忘れるかのように、息子バヤズィトとムスタファの割礼の式日にエディルネで大々的に宴会を開いた。宴会では学者たちのディベート、スポーツの競技会が開かれ、町の住民に金銭を与えた。
オスマン軍が撤退した翌日にフニャディは没するが、この敗戦によってオスマン帝国はハンガリーへの進出を一時中断しなければならなかった。ベオグラードでの攻防はキリスト教国にオスマンに対する勝利を確信させ、敗れたメフメトは征服の目標をバルカン半島の内部に変えた。また、教皇カリストゥス3世はヨーロッパの王侯に反オスマン連合の結成を呼び掛けたが、結成に積極的な返事は得られなかった。

### ペロポネソス半島、セルビアの征服
ベオグラードの敗北と同じ時期、ルーマニアのモルダヴィアを臣従させ、モルダヴィアに和平と引き換えの貢納金を課した。また、ワラキアではヴラド・ツェペシュが公に即位する。メフメトはワラキアとモルダヴィアを臣従国としながらも、一定の自治を認めていた。
ペロポネソス半島に残る東ローマ系国家モレアス専制公国では、共同の君主であるソマスとディミトリオスの兄弟が互いに争っており、ベオグラード包囲後に兄弟はオスマンへの貢納を拒否する。メフメトは何度も貢納の再開を要求するがモレアスは返答せず、メフメトはペロポネソス半島への親征を決定する。
1458年春にメフメトはペロポネソス半島に進軍し、ソマスとディミトリオスは宮廷から逃走する。ペロポネソス半島の3分の1がオスマン帝国の支配下に入り、ソマスとディミトリオスには領土の保持と引き換えに貢納金を課した。また、メフメトは遠征で獲得したパトラの立地と整備された海港に着目し、町を発展させるために住民を保護し、特権を付与した。同年、オスマンの将軍エメルの策略により、アテネ公国がオスマン帝国に併合される。
1458年初頭よりセルビアは後継者問題で反オスマン派と親オスマン派に分かれており、親オスマン派はメフメトにセルビアへの派兵を要請した。初めにセルビアには宰相マフムト・パシャを司令官とする軍隊が派遣され、メフメトはモレアス遠征の帰路にマフムト・パシャの軍に合流する。1459年春にオスマン軍はボスニア王ステファン・トマシェヴィッチよりスメデレヴォを譲渡され、ベオグラードを除くセルビアの征服を完了した。
さらにセルビアの征服はボスニアへの進出の足掛かりとなり、1460年にボスニアへの攻撃を開始した。貴族間の抗争と、ボスニア王国で迫害を受けていたボゴミル教徒の支持により、オスマン軍のボスニア進出は容易に進んだ。オスマン軍はボスニア内に要塞を建設するとともに、農民に保護を与えて支持を得ていく。ステファン・トマシェヴィッチはローマ教皇に宛てて、自国の窮状とメフメトがイタリア、ダルマチア、ハンガリーの征服を企てていることを訴える書簡を送った。
1459年初秋、メフメトはギリシャ各地を訪問した。歴史家ミカエル・クリトヴォロスは、メフメトは廃墟や遺跡を見学し、住民が語るギリシャの歴史に耳を傾けたと伝えている。また、1459年の初頭より、ペロポネソス半島では教皇庁と西ヨーロッパの援助を受けたソマスの指導による反乱が発生していた。西ヨーロッパが反乱に加担していることを知ったメフメトは軍隊を派遣するが、モレアス側との交渉は失敗し、混乱はより拡大する。
1460年5月にメフメトはペロポネソス半島に再び親征を行い、1461年春に遠征を終えて帰国する。1461年7月に1年にわたってオスマン軍に頑強に抵抗していたサルモニコンが陥落したことでモレアス専制公国の征服が完了し、ペロポネソス半島の大部分がオスマンの支配下に入った。ソマスはイタリアに逃亡し、オスマンに降伏したディミトリオスはメフメトから手厚い保護を受けた。

### トレビゾンド帝国の併合
1460年、アナトリア北部の東ローマ系国家トレビゾンド帝国の皇帝ダヴィドは、同盟国である白羊朝の力を頼みにして、毎年オスマンに支払う貢納金の免除を申し出た。メフメトはこの要求に怒り、トレビゾンドを中心とするアナトリア北部の黒海沿岸部の征服を計画した。1461年春、メフメトはモレアス遠征から帰国した数か月後に親征を開始する。
行軍中、黒海に面する港湾都市スィノプを支配するジャンダル侯国がオスマン帝国に降伏する。メフメトは進軍中に白羊朝と協約を結んで援軍の到達を阻止した後、トレビゾンドを包囲した。財産と家族の安全を保障されたダヴィドはメフメトに降伏し、メフメトはトレビゾンド帝国を併合した。併合から数年後、メフメトはダヴィドに白羊朝との内通の嫌疑をかけ、彼をイスラームに改宗した息子の1人を除いた家族と共に処刑する。

### ワラキアとの戦争

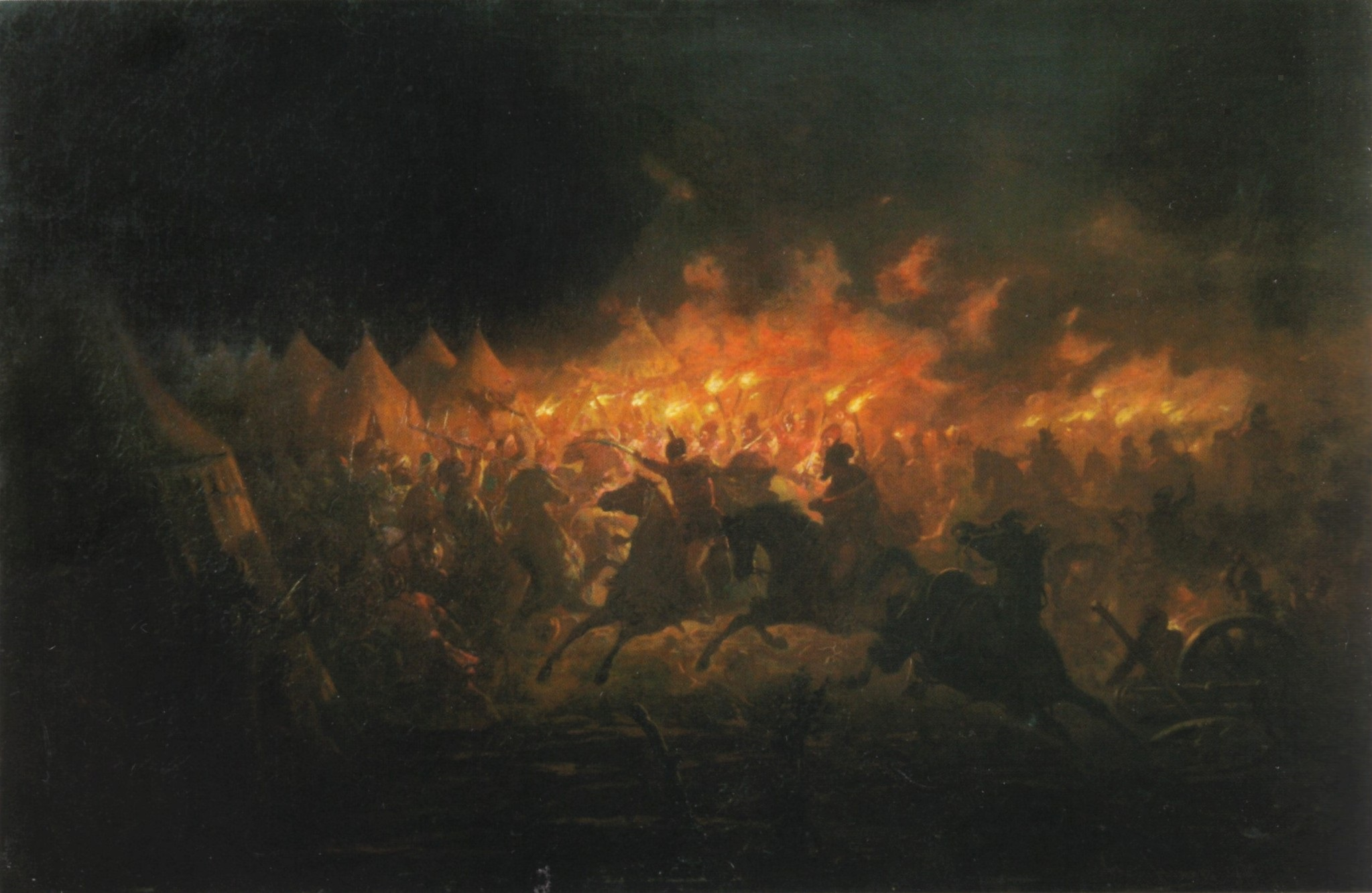
19世紀にテオドール・アマンによって描かれたワラキア軍の夜襲

1459年にワラキアに課した貢納金を増額した際、ワラキア公ヴラド・ツェペシュは貢納金の支払いを拒否し、メフメトが詰問に向かわせた使者たちはヴラドによって処刑された。1461年から1462年にかけての冬、オスマンの守備隊はテレオルマンでワラキア軍の攻撃を受けて敗北する。1462年にメフメトはワラキアに親征するが、ヴラドはゲリラ戦術を展開して抗戦した。6月16日、メフメトの宿営はワラキア軍の夜襲によって大きな損害を受け（トゥルゴヴィシュテの夜襲）、6月中にメフメトはワラキアから撤退した。同年夏、メフメトはヴラドの実弟であるラドゥ3世を指揮官とする遠征軍を新たにワラキアに派遣する。ワラキア国内の貴族の離反とハンガリーの妨害によってヴラドは失脚し、トランシルヴァニアに亡命したが、ハンガリー国王マーチャーシュ1世に逮捕されてブダに幽閉された。
1462年にオスマン軍はヴェネツィア領のレスボス島を占領する。
ボスニア王ステファン・トマシェヴィッチはローマ教皇の使節に激励され、セルビアの支配権を要求し、オスマンへの貢納を拒否した。メフメトはボスニアに親征し、ステファンを首都のヤイツェから放逐し、クリウクスに追い詰める。1463年に降伏したボスニアのステファン・トマシェヴィッチを処刑し、一部の地域を除くボスニアを併合した。しかし、ヤイツェはマーチャーシュの手に落ち、占領には至らなかった。
1464年8月、反オスマン十字軍を計画していた教皇ピウス2世が病没し、ヨーロッパ諸国が連合してのオスマン攻撃は中止される。
1468年に長きにわたってオスマン帝国のアルバニア征服を阻止したスカンデルベグが没する。スカンデルベグの死を知ったメフメトは歓喜し、アジアとヨーロッパ両方の征服が達成されることを確信する。
1470年、オスマン艦隊はヴェネツィアの支配下にあったネグロポンテと近隣の島々を制圧する。ヴェネツィアの要所の1つであるネグロポンテの陥落はイタリアに恐怖を与え、ヴェネツィア出身の教皇パウルス2世はアヴィニョンへの避難さえ計画した。

### ウズン・ハサンとの戦い
1464年にメフメトはカラマン侯国で起きた後継者争いに介入し、領土の割譲を条件にピール・アフメド・ベイを支援した。ピール・アフメドは即位後に領土の返還を要求してオスマンと対立し、1466年にオスマン軍はカラマンの領土を攻撃し、コンヤ、カラマンを征服する。ピール・アフメドは白羊朝のウズン・ハサンに庇護を求め、トレビゾンドとカラマンの併合は、オスマン帝国と白羊朝との関係を悪化させる。
ウズン・ハサンは東西交易の拠点の確保を望むヴェネツィアと同盟し、オスマンの挟撃を試みた。ヴェネツィアは白羊朝との同盟にあたり、大砲と火薬の供給を約束した。
1471年にメフメトが残存するカラマン朝の領土を攻撃すると、ピール・アフメドはウズン・ハサンに助けを求めた。オスマンに領地を奪われた他のベイリクの君主もウズン・ハサンの元に集まり、アナトリアのオスマン領を攻撃した。メフメトは宰相ルム・メフメトパシャを罷免して左遷していたマフムト・パシャを宰相に復職させ、アナトリアに配置していた息子と総督にウズン・ハサンの攻撃を命じた。オスマン軍はベイシェヒル近郊で白羊朝軍に勝利するが、メフメトは次の戦闘に備えて徴兵と物資の補充を行った。
1472年、ウズン・ハサンはオスマンとの和約を破棄し、カラマン侯国の旧領の帰属を巡る問題に介入する。ヴェネツィアはウズン・ハサンの元に大砲を届けようとしたが、オスマン艦隊はヴェネツィア艦船を捕らえ、大砲の到着を阻止する。1473年にオスマン軍とウズン・ハサンが率いる白羊朝軍はアナトリア東部のオトゥルクベリで交戦する（オトゥルクベリの戦い）。オスマン軍はウズン・ハサンに勝利し、カラマン侯国の旧領はオスマン帝国に組み入れられた。戦後、オスマン軍はカラマンに帰国したピール・アフメドを放逐し、ピール・アフメドは再びウズン・ハサンの元に逃亡した。
1474年、息子ムスタファが亡くなる。ムスタファは、大宰相マフムト・パシャと彼の妻を巡って争い、マフムト・パシャによって暗殺されたと考えられている。

### クリミア・ハン国の臣従
1460年代末からクリミア半島のモンゴル系国家クリミア・ハン国では王位を巡る内争が起きていた。1475年、クリミア・ハン国の有力部族シリン族の要請を受けて、メフメトは大宰相ゲディク・アフメト・パシャを総司令官とする艦隊をクリミアに派遣した。オスマン艦隊はカッファ（フェオドシヤ）、タナ、アゾフを占領し、ジェノヴァに捕らえられていたクリミア・ハン・メングリ1世ギレイを解放し、復位させる。オスマン艦隊の攻撃によって、クリミア半島一帯からジェノヴァ、ヴェネツィアの勢力は一掃された。
メングリ1世は1468年に即位した際に送った書簡で自国がオスマン帝国と対等の関係にあると主張していたが、1475年の復位後にオスマンへの臣従の意思を表明した。チンギス・ハーンの子孫を従属下に置いたことでイスラーム諸国以外に、カザン・ハン国などのモンゴル系国家やモスクワ大公国にもオスマン帝国の権威は知れ渡る。

### ルーマニアでの戦争
1472年よりモルダヴィアのシュテファン大公は貢納金の支払いを拒否し、ポーランド、ハンガリー、ヴェネツィア、教皇庁に反オスマン連合の結成を呼び掛かけていた。1474年にメフメトはモルダヴィアにキリア、アルバ（en）の要塞の返還を要求するが、要求は拒絶される。
1475年1月のヴァスルイの戦いで、オスマン軍はモルダヴィア軍に敗北した。ヨーロッパ諸国はシュテファンの勝利を称賛し、ムラト2世の寡婦はかつてない敗北を喫したと回顧した。しかし、ヴァスルイの戦いはオスマン軍のヨーロッパ方面での戦略に影響を与えるには至らず、シュテファンもオスマン軍の再度の攻撃に備えた連合の結成を呼び掛けていた。1476年5月、メフメトはモルダヴィアへの親征を行い、オスマン軍とクリミア・ハン国から派遣されたモンゴル兵はモルダヴィア各地を蹂躙した。同年7月にメフメトはアルバ渓谷の戦いでシュテファンに勝利を収めるが、モルダヴィア兵の抵抗と軍内での疫病の流行、食料の欠乏のために退却を強いられる。

### アルバニア征服、ヴェネツィアとの和平

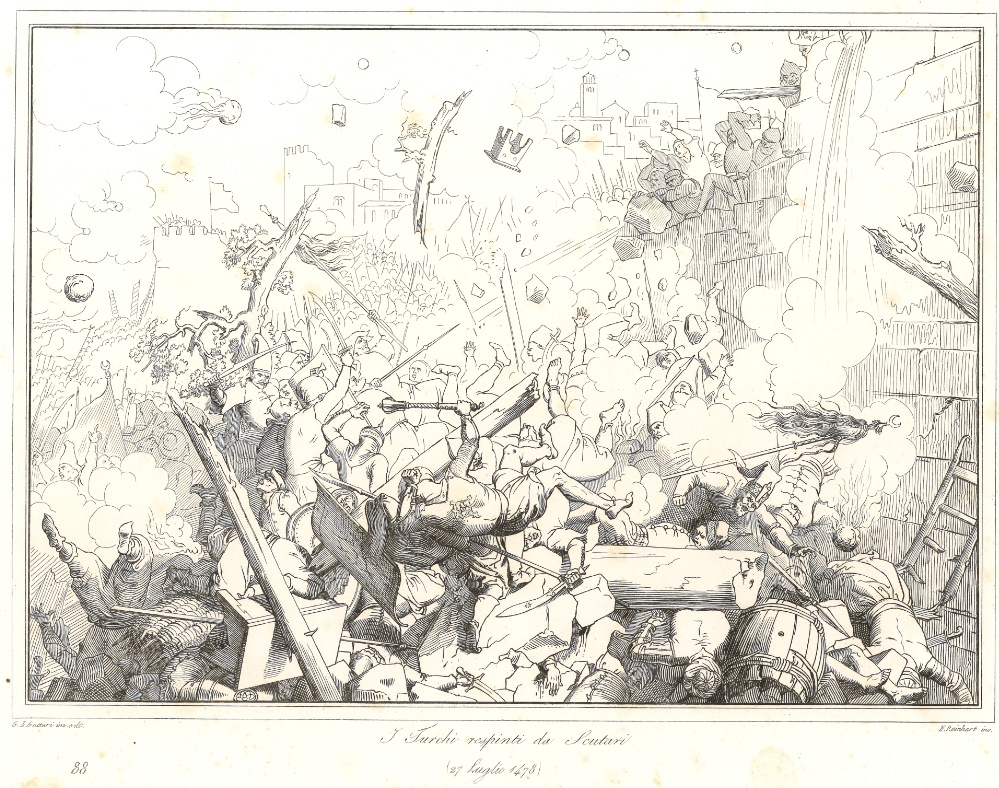
シュコドラ包囲（19世紀）

モルダヴィア遠征から帰国した直後、メフメトはハンガリーの勢力下に置かれているセルビアの要塞を攻撃する。この時ハンガリーの兵力を分散させるため、アクンジュ（非正規の騎兵）がダルマチアとクロアチアに派遣された。1477年にはアクンジュは北イタリアのヴェネツィアの勢力圏に侵入し、町々を破壊した。ヴェネツィアの海外領土であるレパントの攻略を断念し、征服の目標をアルバニアに移した。
1478年春にメフメトはアルバニア親征を開始、他のヨーロッパの国々からアルバニアに援助は行われなかった。同年6月にアルバニアの首都クルヤは飢餓と疫病、援軍の敗退によってオスマンに降伏する。メフメトはアルバニアに残されたシュコドラの町に包囲を布き、1か月に及ぶ砲撃の後に総攻撃を命じた（シュコドラ包囲）。総攻撃の後もシュコドラを占領することはできず、包囲を継続する一方で援軍の到着を阻止するために他の都市に軍隊を派遣し、数か月の攻防の末にシュコドラは陥落した。クルヤとシュコドラの陥落により、アルバニアの大部分がオスマンの支配下に入る。
15年以上に渡ってオスマンと戦争状態にあったヴェネツィアは、国庫が窮乏し、ヨーロッパ諸国から孤立した状況に置かれていた。住民はペストの流行とアクンジュの襲撃に恐怖し、ヴェネツィアではオスマンとの講和の気運が高まっていた。1479年1月にメフメトはヴェネツィアと和約を結び、黒海の制海権を掌握した。同年8月、メフメトはヴェネツィアの元老院に優れた画家をイスタンブールに送るよう要請した。メフメトの要請を受けたヴェネツィアは、画家ジェンティーレ・ベリーニを派遣する。
ヴェネツィアとの和約によりモルダヴィアは援助を絶たれ、翌1480年にシュテファン大公はオスマンに臣従を誓った。

### 最期

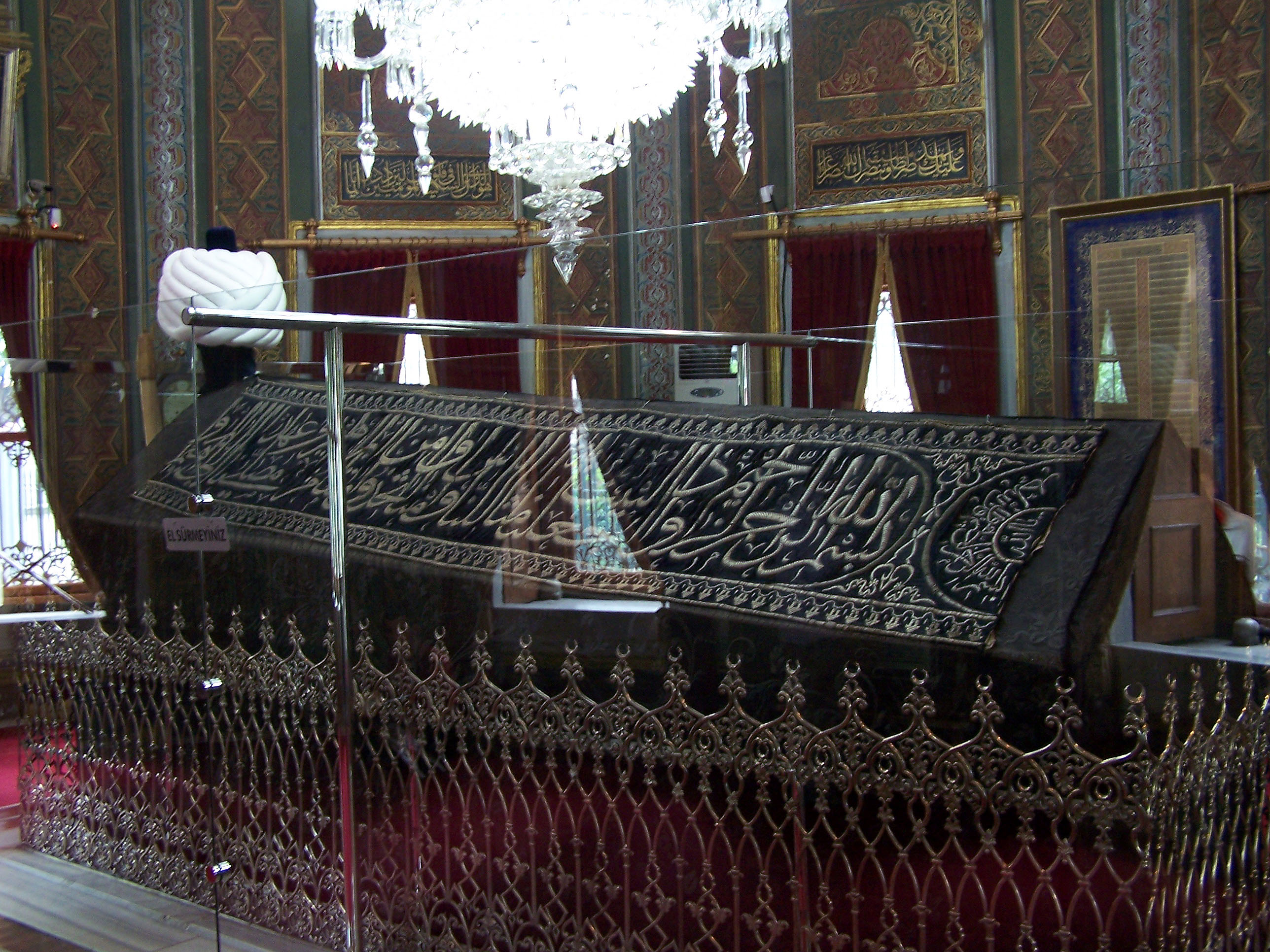
イスタンブールに安置されているメフメト2世の棺

1480年、ロドス島のイスラム教徒を保護するためにメシヒ・パシャを司令官とする艦隊を派遣する。オスマン軍は聖ヨハネ騎士団が立て籠もる島を包囲するが、陥落の直前にメシヒ・パシャが略奪を禁止したために兵士の士気が下がり、騎士団の反撃を受けて敗北する。
同年にイタリア半島南部にゲディク・アフメト・パシャを総司令官とする艦隊を派遣し、同年8月に艦隊はイタリア南部のオトラントを占領した。オスマン軍の到来をヨーロッパ諸国はイタリア征服の前兆と考え、ローマ教皇はローマからの逃亡と十字軍の呼びかけを計画した。ナポリ王国は混乱に陥り、イギリス、フランス、神聖ローマ帝国などの国々に支援を求めたが、援助は得られなかった。
1481年春、メフメトは病身にもかかわらず親征を開始し、4月27日にユスキュダルに至る。5月3日、ユスキュダルからおよそ20km離れたテクフル・チャイリでメフメトは陣没する。
最後の遠征の目的地は明確になっていないが、イタリア半島のかかとオトラントを占領している事からローマ征服を意図していたとの説もある。死因は病死、あるいは毒殺と諸説分かれているが、前述・後述される様に治世末期には既に病身である事から一般的には病死と考えられている。メフメトの崩御を知ったローマ教皇、キリスト教の聖職者、ローマ市民は歓喜し、祝祭を開いた。
メフメトの急死は、2人の息子による帝位を巡る内争を引き起こした。長子のバヤズィトはメフメトの急進的な政策に反発する勢力を味方に付け、末子のジェムはメフメトの政策を支持する派閥に擁立されていた。最終的にバヤズィトが後継者争いに勝利し、新たな皇帝として即位した。

## 人物像

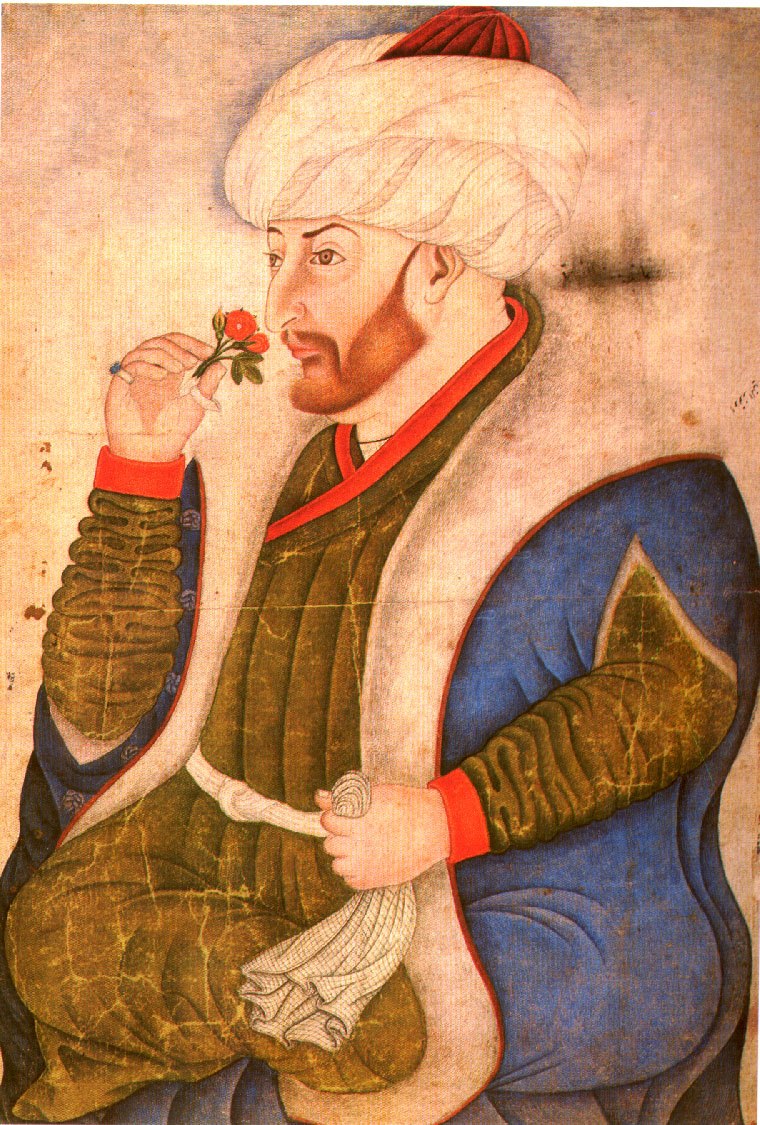
15世紀末にトルコの画家によって描かれたメフメト2世の肖像画

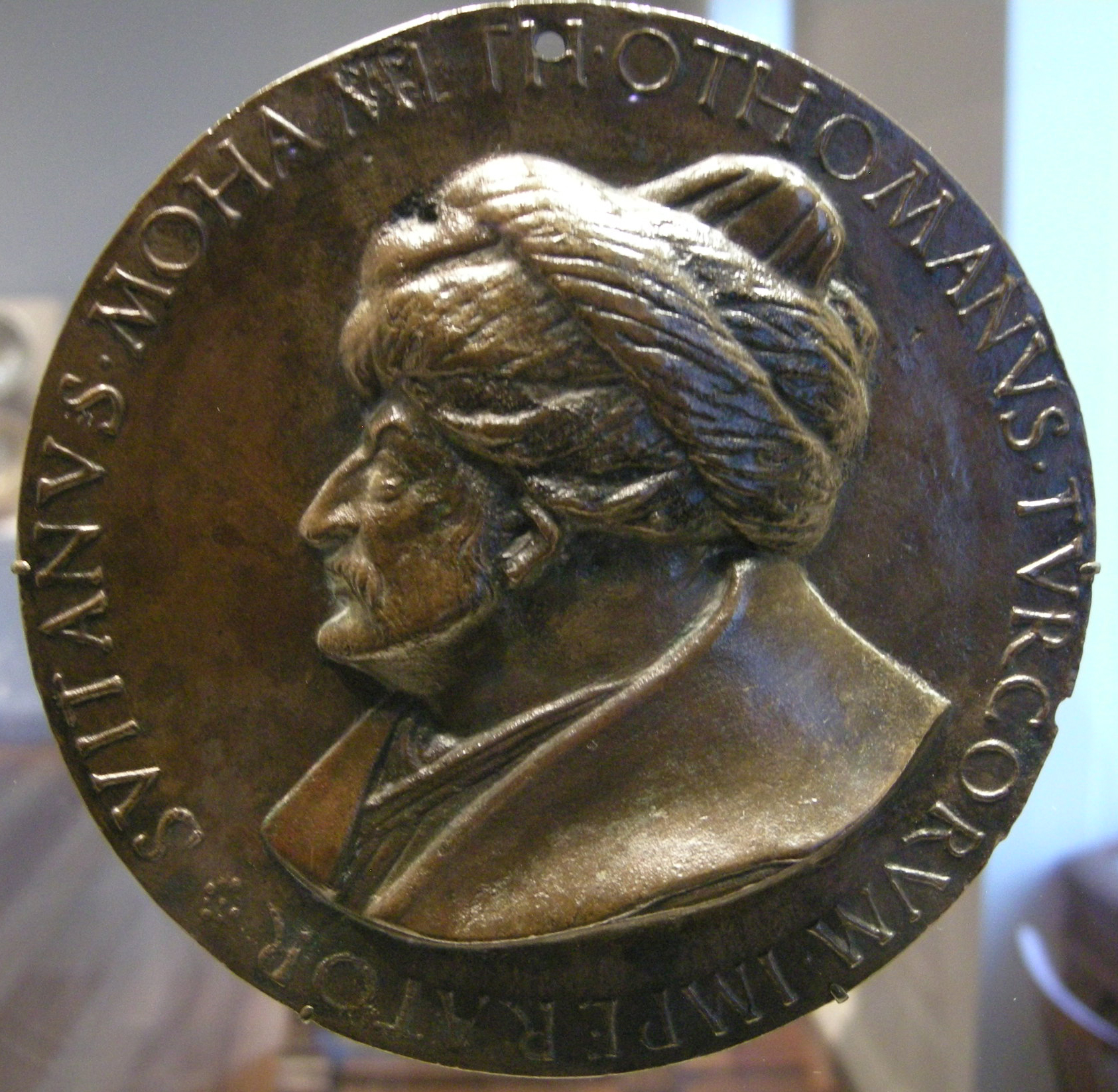
コスタンツォ・ダ・フェッラーラによるメフメト2世のメダル彫金

### 性格、身体的特徴
メフメト2世は残忍かつ狂信的と言われる一方、文学と芸術に理解を示した人物としても知られる。激しい気性と合理主義精神を持ち合わせ、学芸と異文化に強い関心を持っていた。メフメトは東ローマ帝国が所蔵していたキリスト教の聖遺物を保管していたとも伝えられている。
1456年にメフメトと面会したヴェネツィア人ジャコモ・デ・ラングシーは、彼を屈強な体格の恐怖心を与える人物と記した
。また、別のヴェネツィア人ニコラ・サグンディーノは、ユーモアを好まない行動的な人物だと記している。
メフメトは長らく病に罹っており、年代記作家のフィリップ・ド・コミーヌはメフメトと対面した人物たちからの伝聞を纏めて、「両足が極度に腫れ上がり、病によって身体が肥満していた」病状を記録している。贅を凝らした食事と、過度の酒色、そして度重なる遠征がメフメトの健康を害した原因と思われる。最期の遠征の直前、病によってメフメトの身体は急激に羸痩し、下肢はむくんでいた。トルコの研究者の中には、晩年のメフメトはガンに罹っていたと推測する意見もある。

### 異文化への理解と周囲の反発
メフメトはアラビア語とペルシア語を解し、イタリア語とギリシア語の知識もいくらか持ち合わせていたと言われる。メフメトの宮廷ではニザーミーの『五部作（ハムサ）』、フェルドウスィーの『王の書（シャー・ナーメ）』、ラシードゥッディーンの『集史』が好んで読まれていた。ペルシア文学の他に、ティムール朝で書かれたチャガタイ語文学も人気を博していた。メフメトは詩人を保護するだけでなく、自らも「アウニ（アヴニ）」の筆名で作詩を行い、オスマン語による77編の詩集『ファーティフ・ディーワーニ』を著した。
また、メフメトは中国やウイグルの流れを汲む中央アジア世界の絵画も閲覧していたと思われる。
メフメトはイタリアなどから知識人を招聘し、ギリシャ語の文献を収集する、ヨーロッパ文明にも関心を持つ人物だった。コンスタンティノープル攻略後、メフメトは歴史家クリトヴォロスを初めとする東ローマの学者たちを厚遇する。彼がイタリアから招聘した画家ジェンティーレ・ベリーニは16か月の間イスタンブールの宮廷に滞在し、メフメトの肖像画などの作品を残した。イタリアの人文主義者、芸術家たちは、メフメトが学芸の保護者であるという評判を聞き、イスタンブールの宮廷を訪れたいと願っていた。しかし、メフメトがイタリアの人文主義者たちを保護した目的の1つには、イタリアの政治・軍事情報の獲得があったとも考えられている。
一方で宮廷でペルシア人、イタリア人、ユダヤ人が重用されていたことに、トルコ人の間では不満が起きていた。メフメトが没する数年前から、アマスィヤの知事を務めていたメフメトの長子バヤズィトの周りにはメフメトの政策に反対する派閥ができていた。メフメトとバヤズィトの関係は悪化し、メフメトはバヤズィトの宮殿を監視していたが、派閥の形成は抑止できなかった。
メフメトの崩御後、彼が保管していた絵画は、皇帝に即位したバヤズィトによって破壊・売却される。

### 趣味
メフメトは園芸に熱中しており、宮殿内の庭園で草花を栽培していた。遠征先でもユリ、スイセン、チューリップ、バラなどの植物を探し、宮廷に持ち帰っていた。
ほかに工芸を趣味としており、木、象牙、貴金属の細工を楽しんでいた。

## 政策

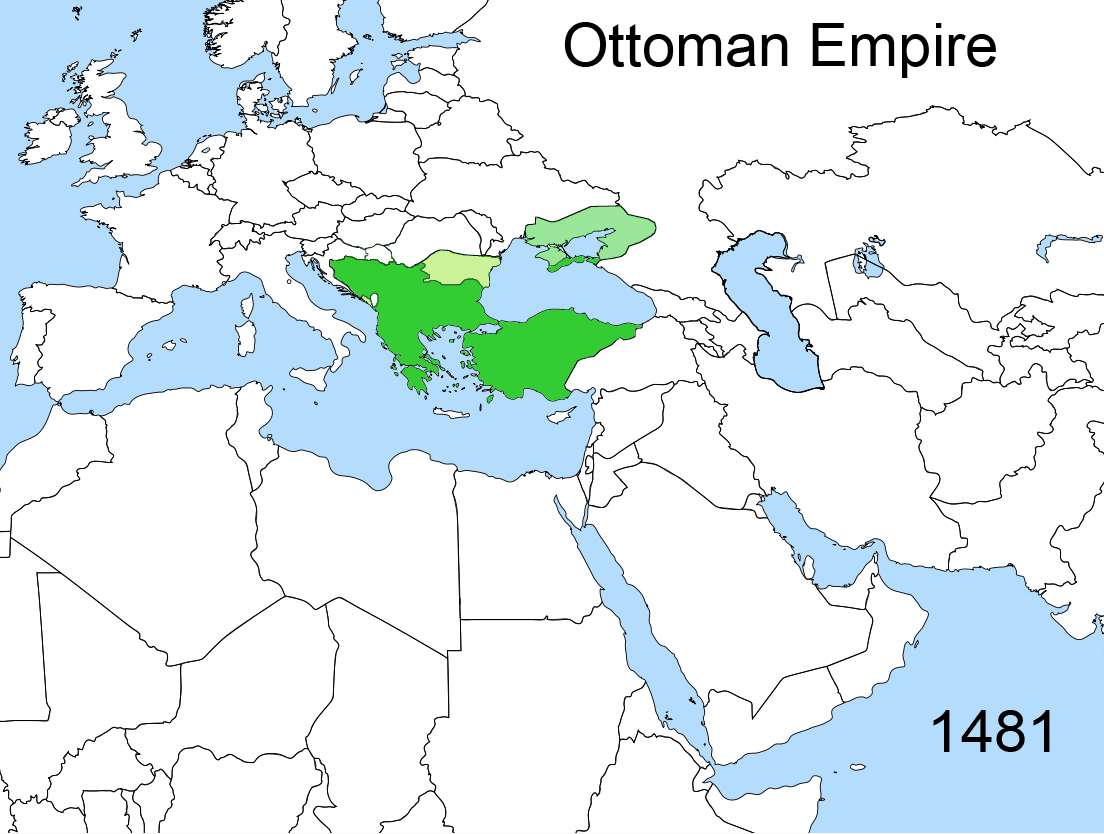
1481年のメフメト2世没時のオスマン帝国の勢力図

### 帝国の中央集権化
イスタンブールの宮廷を頂点とする軍事・行政の体制はメフメト2世の時代から形作られていき、統治の規則は『カーヌーン・ナーメ（法令）』に成文化された。また、『カーヌーン・ナーメ』には征服地の法律も組み入れられていた。
1453年のコンスタンティノープル包囲における、メフメトの側近で構成される主戦派と旧勢力に代表される反戦派の対立は、オスマン宮廷の君臣間の関係を変容させる契機となった。オスマン帝国は征服地を一族間で分割する遊牧民国家の慣習を克服し、中央集権化によって国家の永続性が保障された。メフメトは初期のオスマン帝国で活躍したガーズィー（トルコ系の信仰の戦士）やアナトリア出身のトルコ系貴族を政界の中心から遠ざけ、代わってバルカン半島から徴収したカプクル（宮廷奴隷）出身の軍人・官僚を重用した。奴隷として徴収した少年を養育するための教育制度を整備し、宮殿の近辺に彼らのための学校が設置された。しかし、新たに台頭したカプクルと旧勢力の間に激しい抗争が起きる。
君臣関係の変化に伴い、古くからの宮廷の慣習は次第に廃れていき、代わりに君主の行動に儀礼的な要素が付加されていく。メフメトは宮廷の空気を従前の遊牧民族的な雰囲気から、東ローマ的な権威ある雰囲気に変えようと試みている。晩年にはスルタンが主催する御前会議のしきたりを改め、スルタンは後ろの部屋から会議を閲覧するようになった。また、スルタンが大臣たちと一緒に食事を摂る慣習も改め、別の部屋で食事を摂るようになる。

### 財政の状況
メフメト2世の治世でのオスマン帝国の領土の拡大と、それに伴う交易路の確保は帝国の経済を発展させ、国の収入は増加する。国内各地の都市、都市間をつなぐ交易路にはキャラバンサライ（隊商宿）やハーン（個室付の隊商宿）などの隊商のための宿泊施設が建設された。カッファ、ターナなどのオスマンの支配下に入った黒海沿岸部の都市では、経済活動がより活発になる。帝国の旧都であったブルサは絹織物の製造が盛んになり、またフィレンツェの商人が集まる絹・羊毛の中継交易地として発展した。
オスマン帝国の交易圏の拡大により東地中海におけるヴェネツィアの交易は打撃を受け、代わってオスマンと連携したフィレンツェが台頭した。
だが、繰り返し行われた遠征とイスタンブールの開発事業によって財政は逼迫し、貨幣の改鋳は状況を悪化させた。メフメトの治世の農業と経済の発展において利益を得られたのは、一部の商人、投資家、特権階級など限られた層のみであり、大部分の民衆に利益は還元されなかった。また、メフメトは塩や石鹸といったいくつかの日用品に専売制度を設けて増収を図ったが、同時代の人間からの評価は悪かった。
メフメトの次に即位したバヤズィト2世は、民衆の不満の元となっていたメフメトが設置した新税を廃止し、支出を極力抑えて財政を再建しなければならなかった。しかし、在位中の財政難にもかかわらず、結果的にメフメトの進めた領土の拡大は長期にわたって帝国に利益をもたらすことになる。

## イスタンブールの開発

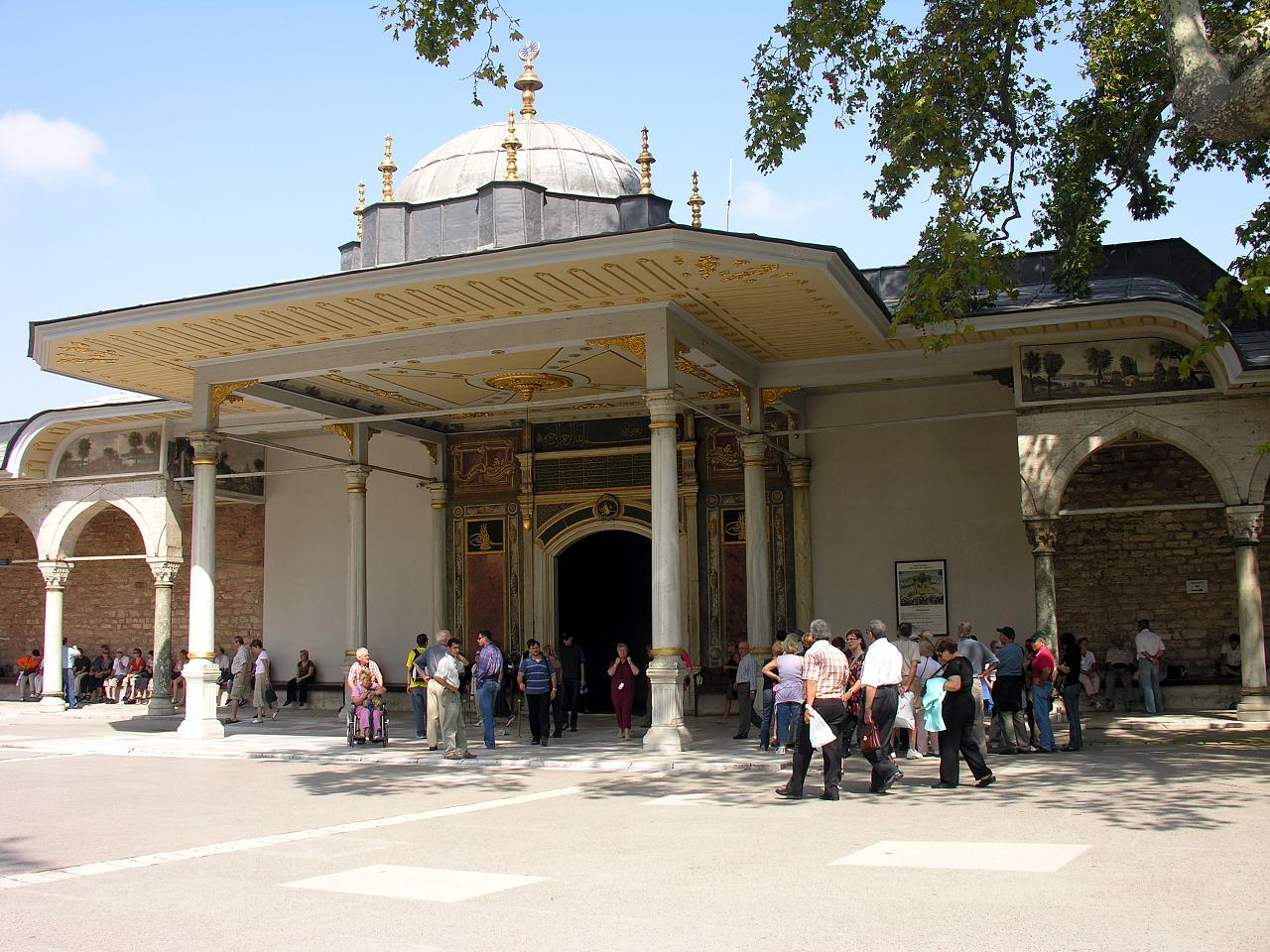
トプカプ宮殿

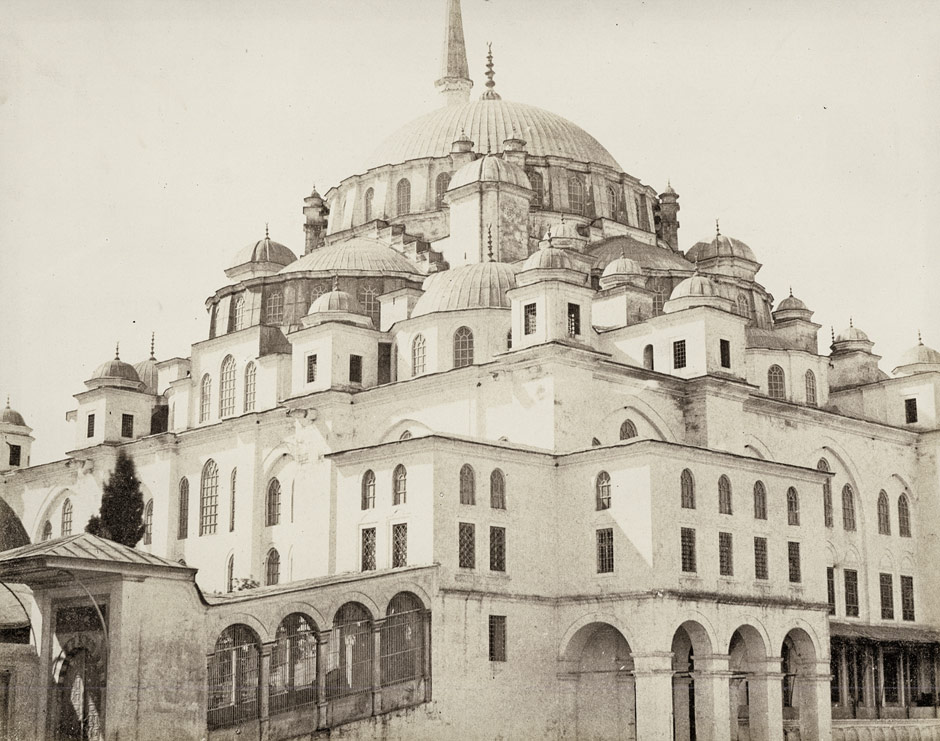
ファーティフ・モスク

### イスタンブール
コンスタンティノープル征服後、メフメト2世は町をイスラム教徒の居住地とし、減少した人口を回復させるために様々な政策を打ち出した。メフメト治下のイスタンブールでは、宗教、公共施設や商業施設の建設が推進され、メフメトと同時代のギリシャ人歴史家クリトヴォロスは、イスタンブールの復興事業やキリスト教徒の保護を称賛した。

### イスラーム都市の建設
アヤソフィアなどのキリスト教の教会はモスクに改築され、新たに建立されたモスクを中心にイスラム教徒の居住区（マハッレ）が形成された。
メフメトの治世の末期、かつて聖使徒大聖堂が存在していた場所に、おそらくはスルタンの権威を示すためにファーティフ・モスクが建立された。
モスクの周辺にはメドレセ（学院）、病院、救貧院などの付随する施設も建てられた。メドレセには各地から学生が集まり、イスラームの諸学を修めた。
東ローマ時代の水道設備は修復された上、新たな上水道が引かれたことで、市民は生活用水を得ることができた。
これらの施設の建設と運営にあたっては、商店を宗教施設にワクフとして寄進し、商店の賃貸料と売り上げから運営費を捻出した。1457年ごろから、施設の運営費を賄うためにイスタンブールには多くのバザールが作られ、グランドバザールの原型もメフメトの治世に完成する。
オスマン皇帝の宮殿は、当初グランドバザールの西（後にイスタンブール大学が置かれた場所）に造営されたが、市場に近いという理由で別の場所への移転が検討される。
1465年にイスタンブール旧市街の東端に新たな宮殿の建設を開始し、1478年に新宮殿が完成した。新しい宮殿は大砲が置かれた門にちなんでトプカプ宮殿と呼ばれるようになり、オスマン皇帝の住居、帝国の政治の中心地となった。

### 多民族都市としてのイスタンブール
町の復興にあたっては、東ローマ時代からの市民は保護を受け、帝国各地の異なる民族をイスタンブールに移住させた。イスタンブールにはイスラム教徒だけでなく、独自の技術と人脈を持つギリシャ・アルメニアのキリスト教徒やユダヤ人も集められ、イスタンブールは他文化が共存する町となった。東ローマ時代からの住民であったギリシャ人には手厚い保護が与えられ、イスラム教徒から不満が起こるほどだった。
しかし、アナトリアの住民の間にはイスタンブールの発展と移住に対する抵抗が見られ、時折強制移住策が実施された。また、ジハードの継続を主張する人間の中には、依然としてヨーロッパ征服の前線基地であるエディルネを首都に置くことを支持する意見もあった。メフメトの治世から民衆の間に「イスタンブールは呪われた町である」という噂が流れ、その噂の中ではメフメトの革新的な政策が批判された。

## 年表
- 1432年3月30日 - 誕生
- 1444年 - スルタンに即位（1446年まで）
- 1451年 - 父ムラト2世崩御。2度目の即位。
- 1452年 - ルメリ・ヒサールを建設
- 1453年 - コンスタンティノープルを攻略、東ローマ帝国を滅ぼす
- 1456年 - ベオグラード包囲の失敗、アテネ公国を滅ぼす
- 1459年 - セルビア公国を滅ぼす、トプカプ宮殿の建設を開始
- 1461年 - モレアス専制公国、トレビゾンド帝国を滅ぼす
- 1463年 - ボスニア王国を滅ぼす
- 1468年 - カラマン侯国の大部分を併合
- 1470年 - ネグロポンテを制圧
- 1472年 - オトゥルクベリの戦いで白羊朝に勝利
- 1475年 - クリミア・ハン国を服属させる
- 1476年 - モルダヴィアへの遠征
- 1478年 - アルバニアへの遠征
- 1479年 - ヴェネツィア共和国との講和、トプカプ宮殿完成
- 1480年 - ロドス島攻略の失敗、イタリア遠征、オトラントの戦い（- 1481年）
- 1481年5月3日 - 崩御